# 愛知朝鮮中高級学校
愛知朝鮮中高級学校（あいちちょうせんちゅうこうきゅうがっこう：朝鮮語: 아이찌조선중고급학교）は、学校法人愛知朝鮮学園が運営する愛知県豊明市にある朝鮮学校である。
日本の中学校・高等学校に相当する教育を行っている各種学校（非一条校）である。

## 概要
中部地方で唯一高級部を設置している。愛知、岐阜、三重の学生は通学し、その他の地域（北陸、静岡、長野）からの進学者は寄宿舎に住む。
2005年（平成17年）4月に名古屋テレビが、愛知朝鮮中高級学校での生活ぶりを取材したドキュメンタリー「ウリナラ 内なる祖国～愛知朝鮮中高級学校寄宿舎の1年～」を放送した。
近年、高級部では、高級部卒業式と同時にクラーク記念国際高等学校の卒業式も行っている。日本の高卒資格を取得できるシステムを採用した模様である。

## 校章
通称、三ペン。三本のペンは勤勉、三つのハンマーは勤労を象徴し、朝鮮民族三千万（当時の朝鮮人口）を表現している。

## 沿革
- 1948年（昭和23年）4月20日 - 中部朝鮮中学校を創立。
- 1953年（昭和28年）4月1日 - 高級部を併設に際し、中部朝鮮中高等学校に改称。
- 1956年（昭和31年）9月 - 愛知朝鮮中高級学校に改称。
- 1961年（昭和36年） - 豊明市（当時は愛知郡豊明町）にある現在地に移転。
- 1973年（昭和48年）3月 - 鉄筋5階建ての校舎が完成。
- 2006年（平成18年）4月5日 - 東春朝鮮初中級学校の中級部を統合。
- 2022年（令和4年）4月 - 名古屋朝鮮初級学校および附属幼稚園を敷地内に移転[2]。
- 2023年（令和5年）2月 - 新校舎完成[3]。

## 学科
- 高級部
- 中級部

## 出身者
- 鄭大世（プロサッカー選手、北朝鮮代表）
- 徐吉嶺（ラグビー日本代表（7人制）、豊田自動織機シャトルズ）

## 生徒数
- 2014年（平成26年）2月の時点で277人[4]。

## 所在地
- 〒470-1168：愛知県豊明市栄町南舘55

## 最寄り駅
- 名鉄名古屋本線 中京競馬場前駅